# Agar manitol sal

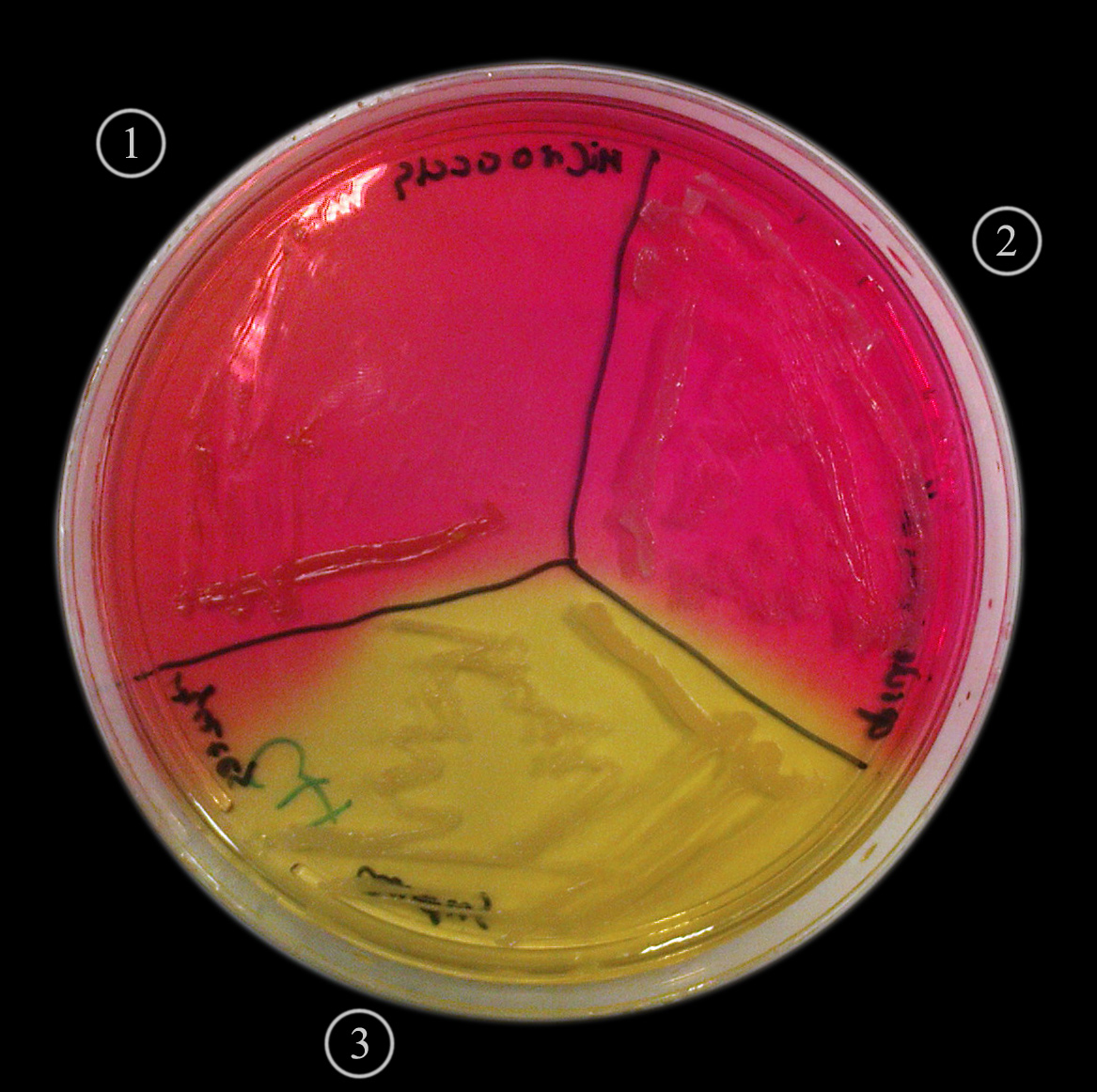
Una placa d'agar manitol salat amb colònies de Micrococcus sp. (1), Staphylococcus epidermidis (2) i S. aureus (3)

L'agar manitol sal, sovint citat amb les sigles MSA (de l'anglès mannitol salt agar), és un medi de cultiu que s'utilitza normalment en microbiologia. Permet la proliferació d'un determinat grup de bacteris mentre que inhibeix la proliferació d'uns altres. Aquest medi és important en el laboratori clínic, ja que permet distingir els microorganisme patogènics en un curt període. Conté una alta concentració (7,5%-10%) de clorur sòdic (NaCl), fent-ho selectiu per a Staphylococcus (i Micrococcaceae) a causa que el nivell de NaCl és inhibitori per a la majoria dels bacteris. A més, conté manitol i vermell de fenol, un indicador de pH.

## Interpretació dels resultats
L'estafilococs coagulasa-positiu produeixen colònies grogues amb zones grogues, mentre que els estafilococs coagulasa-negatiu produeixen colònies vermelles o lleugerament rosades sense cap canvi al medi. Bachoon, Dave S., and Wendy A. Dustman. Microbiology Laboratory Manual. Ed. Michael Stranz. Mason, OH: Cengage Learning, 2008. Exercise 8, "Selective and Differential Mitjana for Isolation" Print.
S'usa per a l'aïllament selectiu de colònies de Staphylococcus sospitoses de ser patògenes.
- Gram + Staphylococcus fermenten el manitol: El medi canvia a groc
- Gram + Staphylococcus que no fermenten el manitol: el medi no canvia de color
- Gram + Streptococcus: Proliferació inhibida
- Gram - : Proliferació inhibida[4]

## Fórmula
L'agar manitol salat sol tenir la següent composició:
- 5,0 g/l enzim digestiu de caseïna
- 5,0 g/l enzim digestiu de teixit animal
- 1,0 g/l extracte de carn de vaca
- 10,0 g/l D-manitol
- 75,0 g/l NaCl
- 0,025 g/l vermell de fenol
- 15,0 g/l agarosa
- pH 7,4 ± 0,2 a 25 °C